# E²
e² es un álbum de grandes éxitos creado por el cantante italiano Eros Ramazzotti, publicado en Europa y Latinoamérica el 26 de octubre de 2007. Es el decimocuarto álbum (incluyendo álbumes en directo y compilaciones), y su segundo álbum de Grandes Éxitos, tras Eros en 1997. El primer sencillo del álbum es Non Siamo Soli', un dúo vocal con el cantante latino Ricky Martin.

## Lista de canciones
- CD 1: 14 éxitos remasterizados y 4 nuevas canciones en italiano

1. "Non siamo soli" (dúo con Ricky Martin) (Inédita)
2. "Terra promessa"
3. "Una storia importante" (remix)
4. "Un cuore con le ali"
5. "Adesso tu"
6. "Se bastasse una canzone"
7. "Cose della vita" (Can’t Stop Thinking Of You) (dúo con Tina Turner)
8. "Un'altra te"
9. "Favola"
10. "L'aurora"
11. "Più bella cosa"
12. "Più che puoi" (con Cher)
13. "Non ti prometto niente"
14. "I Belong To You (Il ritmo della passione)" (dúo con Anastacia)
15. "La nostra vita"
16. "Ci parliamo da grandi" * (Inédita)
17. "Dove si nascondono gli angeli" * (Inédita)
18. "Il tempo tra di noi" * (Inédita)

- CD 2: 17 éxitos editados por grandes artistas:

1. "Adesso tu" (con Gian Piero Reverberi y London Sessio Orchestra)
2. "Cose che ho visto" (realizado por Michele Canova Iorfida)
3. "Musica è" (con Gian Piero Reverberi y London Sessio Orchestra)
4. "Dolce Barbara" (con Dado Moroni)
5. "Taxi story" (con Jon Spencer)
6. "Cose della vita" (realizado por John Shanks)
7. "L'aurora" (realizado por Wyclef Jean)
8. "Più bella cosa" (realizado por John Shanks)
9. "Dove c'è musica" (con Steve Vai)
10. "E ancor mi chiedo" (con Gian Piero Reverberi y London Sessio Orchestra)
11. "Fuoco nel fuoco" (con Carlos Santana)
12. "L'ombra del gigante" (realizado por Pat Leonard)
13. "Il buio ha i tuoi occhi" (con Rhythm del mundo)
14. "Un attimo di pace" (con Take 6)
15. "Un'emozione per sempre" (con The Chieftains)
16. "Solo ieri" (con Gian Piero Reverberi y London Sessio Orchestra)
17. "Está pasando noviembre" (con Amaia Montero)

- CD 3: Los Mejores Videos en DVD (Sólo en la Edición Especial de e²)

1. La Luce Buona Delle Stelle
2. Si Bastasen Un Par De Canciones
3. La Vida Es
4. Cosas De La Vida
5. Otra Como Tú
6. La cosa más bella
7. Estrella Gemela
8. La Aurora
9. Cosas De La Vida / Can’t Stop Thinking Of You
10. La Sombra Del Gigante
11. Solo Ayer (con Gian Piero Reverberi)
12. I Belong To You / El Ritmo De La Pasión
13. Como Un Niño

- CD 1: (En Español)

1. No Estamos Solos (dúo con: Ricky Martin) (Inédita)
2. Terra Promessa
3. Una Historia Importante (Remix)
4. Un Cuore Con Le Ali
5. Ahora Tu
6. Si Bastasen Un Par De Canciones
7. Cosas De La Vida (Can't Stop Thinking Of You) (dúo con: Tina Turner)
8. Otra Como Tu
9. Fábula
10. La Aurora
11. La cosa más bella
12. Piu Che Poi (dúo con: Cher)
13. No Te Prometo Nada
14. I Belong  To You (El Ritmo De La Pasión) (dúo con Anastacia)
15. Nuestra Vida
16. Somos Garndes O No
17. Donde Se Esconden Los Angeles
18. El Tiempo Entre Los Dos

- CD 2:

1. Ahora Tu (con Gian Piero Reverberi y London Sessio Orchestra)
2. Las Cosas Que He Visto (realizado por Michele Canova Iorfida)
3. Música Es (con Gian Piero Reverberi y London Sessio Orchestra)
4. Un Atardeces Violento (con Dado Moroni)
5. Taxi Story (con Jon Spencer)
6. Cosas De La Vida (realizado por John Shanks)
7. La Aurora (realizado por Wyclef Jean)
8. La cosa más bella (realizado por John Shanks)
9. Donde Hay Música (con Steve Vai)
10. Quiero Saberlo (con Gian Piero Reverberi y London Sessio Orchestra)
11. Fuego En El Fuego (con: Carlos Santana)
12. La Sombra Del Gigante (realizado por Pat Leonard)
13. La Noche Son Tus Ojos (con Rhythm del mundo)
14. Un Segundo De Paz (con Take 6)
15. Una Emoción Para Siempre (con The Chieftains)
16. Solo Ayer (con Gian Piero Reverberi y London Sessio Orchestra)
17. Esta Pasando Noviembre (con Amaia Montero)

## Tabla de posiciones y ventas
| Lista de países (2007)                                    | Posición |
| --------------------------------------------------------- | -------- |
| Australia Top 50                                          | 38       |
| Austria Top 40                                            | 3        |
| Bélgica Top 50                                            | 11       |
| Dinamarca                                                 | 5        |
| Países Bajos Top 100                                      | 5        |
| Ecuador Top 100                                           | 2        |
| Europa Top 100                                            | 2        |
| Francia Top 200                                           | 6        |
| Alemania Top 100                                          | 2        |
| Grecia Chart                                              | 1        |
| Hungría Album Chart                                       | 2        |
| Italia Top 100                                            | 1        |
| Noruega Top 100                                           | 2        |
| Polonia                                                   | 28       |
| Portugal Top 30                                           | 6        |
| España Top 100                                            | 2        |
| Suecia Top 60                                             | 1        |
| SuizaTop 100                                              | 1        |
| U.S. Billboard Top Heatseekers                            | 18       |
| U.S. Billboard Top Heatseekers (Sur del Océano Atlántico) | 3        |
| U.S. Billboard Top Álbumes Pop Latinos                    | 11       |